# 분단지역

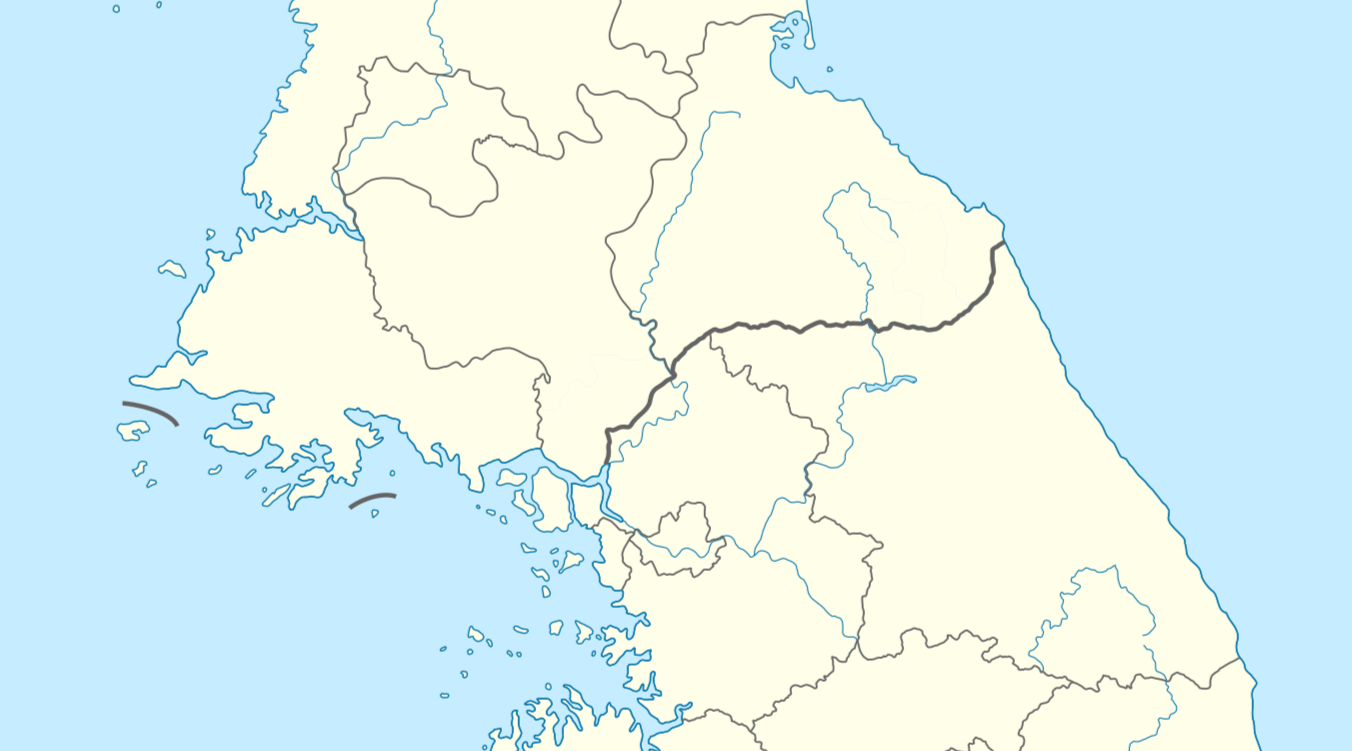
대표적인 분단지역인 경기도와 강원도

분단지역은 본래 하나의 지역이었으나 행정 구역 개편, 국경 조정, 분리독립 등에 의해 둘 이상으로 나뉜 지역을 말한다.

## 아프리카
- 콩고
  - 콩고 민주 공화국
  - 콩고 공화국
  - 포르투갈 콩고, 앙골라
  - 자이르주, 앙골라
- 기니
  - 기니코나크리
  - 기니비사우
  - 적도 기니
- 그레이터 소말리아
  - 소말릴란드, 소말리아
  - 소말리 주, 에티오피아
- 수단
  - 남수단, 수단 공화국
  - 수다니안 사바나
  - 서수단 또는 프랑스령 수단
- 사하라 아랍 민주 공화국
  - 서남사하라, 모로코
  - 북동사하라, 서사하라

## 아시아

### 동아시아
- 한국
  - 조선민주주의인민공화국
  - 대한민국
    - 강원도
      - 강원특별자치도
      - 강원도 (조선민주주의인민공화국)

    - 철원군
      - 철원군 (남)
      - 철원군 (북)

    - 김화
      - 북강원도 김화군
      - 북강원도 평강군 동남부
      - 남강원도 철원 김화

    - 고성군 (강원도)
      - 고성군 (강원특별자치도)
      - 고성군 (조선민주주의인민공화국)

    - 경기도
      - 장단군
      - 장풍군
        - 파주시 장단출장소
        - 연천군 장남면, 백학면 월경지 등
- 중국
  - 중화인민공화국
  - 중화민국
- 푸젠
  - 푸젠성 (중화인민공화국)
  - 푸젠 성 (중화민국)

### 남아시아
- 파크툰크와
  - 파크툰크와 (아프가니스탄)
  - 파크툰크와 (파키스탄)
- 펀자브
  - 펀자브 주 (인도)
  - 펀자브 주 (파키스탄)
- 벵골
  - 방글라데시 또는 동벵골
  - 서벵골 주, 인도
- 카슈미르
  - 잠무 카슈미르 주, 인도
  - 아자드 카슈미르, 파키스탄
  - 길기트발티스탄, 파키스탄
  - 악사이친, 중화인민공화국
- 발루치스탄
  - 발루치스탄 주, 파키스탄
  - 발루치스탄 (아프가니스탄), 아프가니스탄
  - 시스탄오발루체스탄 주, 이란

### 동남아시아
- 고꽁 (지역)
  - 고꽁
  - 고꽁동현
  - 고꽁떠이현
- 짜미
  - 박짜미
  - 남짜미
- 뜨리엠
  - 북뜨리엠
  - 남뜨리엠
- 티모르섬
  - 동티모르
  - 서티모르
- 보르네오섬
  - 브루나이
  - 동말레이시아
  - 칼리만탄

### 서아시아
- 아제르바이잔
  - 아제르바이잔
  - 이란령 아제르바이잔
- 키프로스 (섬)
  - 키프로스
  - 북키프로스
  - 아크로티리 데켈리아
- 오세티야
  - 남오세티야 공화국
  - 북오세티야 공화국
- 쿠르디스탄
  - 이란령 쿠르디스탄
  - 쿠르드 자치구
  - 로자바
  - 터키령 쿠르디스탄
- 에레츠 이스라엘
  - 에레츠 이스라엘 (이스라엘)
  - 에레츠 이스라엘 (팔레스타인)
- 골란고원
  - 요르단
  - 시리아 공화국
  - 시리아 반군
  - 레반트 자유인민위원회
  - 할리드 이븐 알 왈리드 군대
  - UNDOF
- 팔레스타인
  - 팔레스타인 (이스라엘)
  - 팔레스타인 (팔레스타인)
- 그레이터 시리아
  - 오토만 시리아
  - 아나톨리안 시리아
  - 아랍 시리아
- 아르메니아
  - 아르메니아
  - 아제르바이잔
  - 터키

## 유럽

### 도시와 지역
- 바치카
  - 헝가리아령 바치카
  - 세르비아령 바치카
- 바나트
  - 헝가리아령 바나트
  - 루마니아령 바나트
  - 세르비아령 바나트
- 버러녀/버러녀
  - 크로아티아령 버러녀
  - 헝가리아령 버러녀
- 바스크
  - 스페인령 바스크
  - 프랑스령 바스크
- 브라반트주
  - 플람스브라반트주 & 브라방왈롱주, 벨기에
  - 노르트브라반트주, 네덜란드
- 카탈루냐
  - 스페인령 카탈루냐
  - 프랑스령 카탈루냐
- 아일랜드섬
  - 아일랜드
  - 북아일랜드
- 이피로스 지역
  - 그리스령 이피로스
  - 알바니아령 이피로스
- 프리슬란트
  - 네덜란드령 프리슬란트
  - 독일령 프리슬란트
- 갈리치아
  - 폴란드
  - 우크라이나
- 갈라시아
  - 스페인
  - 포르투갈
- 아나톨리아 & 트라키아
  - 그리스
- 이스트라반도
  - 크로아티아
  - 이탈리아
  - 슬로베니아
- 카렐리야
  - 러시아
  - 핀란드
- 라플란드/삼피
  - 노르웨이
  - 스웨덴
  - 핀란드
  - 러시아
- 림부르흐주
  - 네덜란드
  - 벨기에
- 룩셈부르크 & 뤽상부르주
  - 벨기에
- 마케도니아 (지역)
  - 마케도니아 공화국
  - 마케도니아 (그리스)
  - 블라고에브그라드 주
  - 말라 프레스파
  - 골라보다
- 포메라니아
  - 독일
  - 폴란드
- 루마니아
  - 루마니아
  - 몰도바
  - 보이보디나
- 산자크
  - 몬테네그로
  - 세르비아
- 슐레스비히 공국
  - 쇠네르윌란 주
  - 남슐레스비히
- 시르미아
  - 크로아티아
  - 세르비아
- 트라키아
  - 터키
  - 불가리아
  - 그리스
- 티롤
  - 오스트리아
  - 이탈리아

### 자치 지역
- 하시 (코소보) 및 하스 (알바니아)
- 헤르초겐라트 (독일) 및 케르크라더 (네덜란드)
- 고리치아 (이탈리아) 및 노바고리차 (슬로베니아)
- 나르바 (에스토니아) 및 이반고로드 (러시아)
- 발가 (에스토니아), 발카 (라트비아)

## 북아메리카

### 섬
- 버진 제도
  - 영국령 버진아일랜드
  - 미국령 버진아일랜드
  - 스패니시 버진 제도, 푸에르토리코
- 세인트마틴 섬
  - 네덜란드
  - 프랑스

### 미국의 하위 국가의 분단 지역

#### 지방자치주
- 텍사캐나 (아칸소주) 및 텍사캐나 (텍사스주)
- 캔자스시티 (미주리주) 및 캔자스시티 (캔자스주)

#### 주
- 다코타
  - 노스다코타주
  - 사우스다코타주
- 더 캐롤라이나스
  - 노스캐롤라이나주
  - 사우스캐롤라이나주
- 버지니아주
  - 이스트버지니아
  - 웨스트버지니아주

## 남아메리카
- 아마조나
  - 콜롬비아
  - 페루
  - 베네수엘라
- 기아나
  - 가이아나, 과거 영국 영토.
  - 수리남, 과거 네덜란드 영토.
  - 프랑스령 기아나, 프랑스
  - 과야나에세키바, 베네수엘라
- 파타고니아
  - 칠레
  - 아르헨티나
- 티에라델푸에고 제도
  - 칠레
  - 아르헨티나

## 오세아니아
- 사모아 제도
  - 사모아
  - 아메리칸사모아, 미국
- 뉴기니섬
  - 인도네시아

## 과거의 분단지역
- 독일
  - 서독
  - 동독
- 베트남
  - 베트남 민주 공화국
  - 베트남 공화국
- 예멘
  - 북예멘
  - 남예멘

## 같이 보기
- 분단국가
- 초경지대